# Bigeh
La isla Bigeh (en árabe: بجح, en antiguo egipcio: Senem) es una isla cercana a la primera catarata del río Nilo, próxima a la isla de File (Egipto) en la actual Gobernación de Asuán. Su fortificación controlaba el acceso a Nubia. Está bañada por el embalse de la antigua presa de Asuán, en el Nilo, al sur de Asuán. La isla es alargada y su costa se compone de acantilados y posee un riachuelo en la costa este. Las embarcaciones utilizadas para transportar turistas desde y hacia File atracan en la ribera norte de Bigeh.
Bigeh era sagrada para los antiguos egipcios. Existía la creencia de que Osiris fue enterrado en la isla. El dios Tot llevó los epítetos de "Gran y espléndido dios en Bigeh" y se cree que pudo haber tenido un templo en la isla.